# Tristan Vukčević
Tristan Tsalikis Vukčević (Siena, 11 de março de 2003) é um jogador sérvio-sueco de basquete profissional que atualmente joga no Washington Wizards da National Basketball Association (NBA) e no Capital City Go-Go da G-League.
Ele jogou profissionalmente pelo Real Madrid e pelo Partizan e foi selecionado pelos Wizards como a 42º escolha geral no draft da NBA de 2023.

## Início da vida e carreira na juventude
Vukčević é filho de Jade e Dušan Vukčević. Ele nasceu em Siena, Itália, pois seu pai jogava pelo Mens Sana Basket. Seu pai foi um jogador profissional de basquete, nascido na Bósnia, que jogou pelo Estrela Vermelha, Olympiacos, Real Madrid, Olimpia Milano, Virtus Bologna e outros durante sua carreira de jogador, além de representar a Seleção da Sérvia e Montenegro. Sua mãe Jade é uma empresária sueca radicada na Grécia e ex-modelo. Os pais de sua mãe emigraram da antiga Iugoslávia para a Suécia. Vukčević tem passaporte sérvio e grego por parte de pai, e passaporte sueco por parte de mãe.
Vukčević cresceu na Itália, onde seu pai jogava profissionalmente. Após a aposentadoria de Dušan, a família voltou para Atenas. Ele começou a jogar basquete nas categorias de base do antigo clube de seu pai, o Olympiacos. Em 2018, Vukčević se juntou ao Time Sub-16 do Real Madrid, outro antigo clube de seu pai.

## Carreira profissional

### Real Madrid (2019–2022)
Em 2 de setembro de 2020, Vukčević fez sua estreia na pré-temporada pelo Real Madrid em uma vitória de 68–66 sobre o Real Betis, registrando 8 pontos. Em 11 de outubro, ele fez sua estreia profissional em uma vitória de 90–65 sobre o Gran Canaria, registrando 2 pontos e 2 rebotes em 4 minutos.

### Partizan Belgrado (2022–2024)
Em 27 de janeiro de 2022, Vukčević assinou um contrato com o Partizan da Liga Adriática. Na temporada de 2022–23, ele ganhou o título da Liga Adriática com o Partizan. Em 22 jogos, ele teve médias de 8,1 pontos e 3,2 rebotes, acertando 58% de arremessos de quadra. Na EuroLeague, ele teve um papel mais limitado dentro da equipe.
Durante a temporada de 2023–24, Vukčević teve médias de 4,2 pontos e 2,3 rebotes em 12 jogos da EuroLeague. Na Liga Adriática, ele jogou em 14 jogos com médias de 10,9 pontos e 3,6 rebotes, acertando 54,4% de arremessos de quadra.
Em 13 de março de 2024, Vukčević saiu do Partizan Belgrade para seguir sua carreira na NBA. Durante suas três temporadas no clube, Vukčević jogou 75 jogos e registrou 453 pontos, 198 rebotes e 48 assistências.

### Washington Wizards / Capital City Go-Go (2024–Presente)
Vukčević teve uma forte exibição no Draft Combine da NBA de 2023, marcando 2 pontos em 17 minutos no único jogo que jogou. Ele foi posteriormente selecionado pelo Washington Wizards como a 42ª escolha geral no draft da NBA de 2023.
Em 14 de março de 2024, Vukčević assinou um contrato de 2 anos e US$4.8 milhões com os Wizards. Ele conseguiu jogar em 10 jogos da temporada regular da NBA com médias de 8,5 pontos e 3,6 rebotes. Em 3 de julho, ele assinou um contrato de duas vias com Washington e seu afiliado da NBA G League, Capital City Go-Go.

## Carreira na seleção
Devido à origem de seu pai, Vukčević é elegível para representar a Grécia, Bósnia ou Sérvia, enquanto devido à origem de sua mãe, ele é elegível para representar a Suécia. Além disso, ele é elegível para representar a Itália ou a Espanha. De acordo com seu pai, Vukčević decidiu representar a Sérvia.

## Estatísticas da carreira

### NBA

#### Temporada regular
| Ano     | Equipe     | PJ | PT | MPJ  | AP   | 3P   | LL   | RT  | AS  | BR | TO | PPJ |
| ------- | ---------- | -- | -- | ---- | ---- | ---- | ---- | --- | --- | -- | -- | --- |
| 2023–24 | Washington | 10 | 4  | 15.3 | .433 | .278 | .773 | 3.6 | 1.3 | .5 | .7 | 8.5 |

### EuroLeague
| Ano      | Equipe      | PJ | PT | MPJ | AP   | 3P   | LL    | RT  | AS | BR | TO | PPJ |
| -------- | ----------- | -- | -- | --- | ---- | ---- | ----- | --- | -- | -- | -- | --- |
| 2020–21  | Real Madrid | 3  | 1  | 9.2 | .375 | .000 | 1.000 | 1.7 | .0 | .0 | .3 | 2.3 |
| 2021–22  | Real Madrid | 9  | 1  | 6.4 | .412 | .333 | .500  | 1.2 | .2 | .0 | .2 | 2.1 |
| 2022–23  | Partizan    | 13 | 2  | 6.4 | .300 | .222 | 1.000 | 1.2 | .5 | .3 | .2 | 1.2 |
| 2023–24  | Partizan    | 12 | 4  | 9.3 | .483 | .400 | .941  | 2.3 | .5 | .2 | .4 | 4.2 |
| Carreira | Carreira    | 37 | 8  | 7.8 | .392 | .238 | .860  | 1.5 | .3 | .1 | .2 | 2.4 |

## Links externos
- Tristan Vukčević em aba-liga.com
- Tristan Vukčević em acb.com
- Tristan Vukčević em eurobasket.com
- Tristan Vukčević em euroleague.net
- Tristan Vukčević no Instagram